# Svenstrup (Als)
 For alternative betydninger, se Svenstrup. (Se også artikler, som begynder med Svenstrup)
Svenstrup (tysk: Schwenstrup) er en by på Als med 597 indbyggere  (2024), beliggende 5 km nordvest for Guderup, 7 km sydøst for Nordborg og 19 km nord for Sønderborg. Byen hører til Sønderborg Kommune og ligger i Region Syddanmark.
Svenstrup hører til Svenstrup Sogn. Svenstrup Kirke ligger i den vestlige del af byens ret spredte bebyggelse.

## Faciliteter
I 2012 blev byens folkeskole nedlagt og lokalerne overdraget til Svenstrup Friskole. Den har under 45 elever, fordelt på 6 grupper, der dækker 0.-9. klassetrin. Skolens pædagogiske grundlag er ekspeditionslæring (Expeditionary Learning), som især er udbredt i USA.
Svenstrup Forsamlingshus har 3 lokaler til 30, 50 og 100 personer. Det blev i 1999 et nøglehus, dvs. uden vært.
E SvenstruPPe’ startede i 1977 som skoleblad, men overtog ret hurtigt kirkebladet og pensionisternes blad, så det dækker alle begivenheder i byen. Det udkommer 10 gange om året, både som trykt blad og på byportalen.

## Historie

### Navnet
Endelsen –trup angiver at der oprindeligt har været tale om en "udflytterlandsby".

### Alsingergården
Alsingergårdens bygningshistorie går tilbage til starten af 1700-tallet. Dens lade har 3 tavl højt bindingsværk, som er karakteristisk for Als. I 1974 blev Nord-Als Folkedansere gjort opmærksom på den faldefærdige tretavlslade, der stod til nedrivning. Sammen med Svenstrup Ungdomsforening, Svenstrup skole og Foreningen for Bygnings- og Landskabskultur på Nordals oprettede de i 1976 den selvejende Institution "Alsingergården". Nordborg Kommune købte gården, som blev fredet, og fik støtte fra forskellige fonde til restaureringen. Den startede i 1979 og foregik især med folkedansernes frivillige arbejdskraft.

### Amtsbanerne på Als
Amtsbanerne på Als eksisterede 1898-1933. Svenstrup fik jernbanestation på amtsbanestrækningen Sønderborg-Nordborg. En kro fungerede som stationsbygning, som det var almindeligt på de tyske kredsbaner.

### Genforeningssten
Ved Svenstrup Forsamlingshus står en sten til minde om Genforeningen i 1920. Den blev afsløret 15. juni 1930, altså på Valdemarsdag og 10-årsdagen for genforeningen.

## Seværdigheder
Byen har et lille museum, hvor man kan se 12 SAAB-biler fra 1951-67 med to-takts motor. I Torup øst for byen er der en bisonfarm, som startede i 1997 og har ca. 40 dyr, fordelt på 3 flokke. Syd for byen lå Hjortspring Museum, der blev etableret i 1998 som landbrugsmuseum, men også havde radioer, symaskiner, kjoler, indbo mv. I 2018, da indehaveren var 76 år og ingen ville videreføre museet, blev det nedlagt, og over 100.000 genstande blev sat på auktion.